# Jason Bergmann
Pour les articles homonymes, voir Bergmann.
Jason Chris Bergmann, né le 25 septembre 1981 à Neptune (New Jersey) aux États-Unis, est un joueur américain de baseball évoluant en Ligue majeure de baseball avec les Nationals de Washington de 2005 à 2010. En 2012, il est sous contrat avec les Rockies du Colorado.

## Carrière
Après des études secondaires à la Manalapan High School d'Englishtown (New Jersey), Jason Bergmann suit des études supérieures à l'Université Rutgers où il porte les couleurs des Scarlet Knights de Rutgers de 2000 à 2002. En trois saisons universitaires, il prend part à 38 matchs, dont 13 comme lanceur partant, pour 8 victoires, 4 défaites et une moyenne de points mérités de 4,71. 
Il est drafté le 4 juin 2002 par les Expos de Montréal au onzième tour de sélection. Il signe son premier contrat professionnel le 12 juin 2002. 
La franchise des Expos déménage à Washington avant l'entrée de Bergmann en Ligue majeure. Il fait ses débuts avec les Nationals le 28 août 2005. Il est utilisé en relève à 14 reprises, et une fois comme lanceur partant, durant cette fin d'année. Il remporte 2 victoires et maintient une moyenne de points mérités de 2,75.
En 2006, Bergmann fait 29 sorties pour Washington, la plupart dans un rôle de releveur. Il perd ses deux décisions et affiche une moyenne élevée de 6,68.
En 2007, il devient membre de la rotation de lanceurs partants des Nationals et effectue 21 départs. Il franchit pour la première fois les 100 manches lancées, et maintient une moyenne de 4,45 avec 6 victoires et 6 défaites.
Après une saison 2008 difficile (2-11, 5.09), les Nationals le convertissent en releveur pour la saison 2009. Après avoir été rappelé des ligues mineures, où il commence la saison avec les Chiefs de Syracuse, il est utilisé dans 56 parties en relève pour Washington. Il enregistre 40 retraits sur des prises en 48 manches lancées, avec une moyenne de 4,50 et un dossier de 2-4. Il joue principalement en Triple-A en 2010.
Devenu agent libre à l'issue de la saison 2010, Begmann signe un contrat de Ligues mineures chez les Red Sox de Boston le 3 décembre 2010 mais est libéré durant l'entraînement de printemps.

## Statistiques
| Saison | Équipe     | G   | GS | CG | SHO | V  | D  | SV | IP    | SO  | ERA   |
| ------ | ---------- | --- | -- | -- | --- | -- | -- | -- | ----- | --- | ----- |
| 2005   | Washington | 15  | 1  | 0  | 0   | 2  | 0  | 0  | 19.2  | 21  | 2,75  |
| 2006   | Washington | 29  | 6  | 0  | 0   | 0  | 2  | 0  | 64.2  | 54  | 6,68  |
| 2007   | Washington | 21  | 21 | 0  | 0   | 6  | 6  | 0  | 115.1 | 86  | 4,45  |
| 2008   | Washington | 30  | 22 | 1  | 0   | 2  | 11 | 0  | 139.2 | 96  | 5,09  |
| 2009   | Washington | 56  | 0  | 0  | 0   | 2  | 4  | 0  | 48.0  | 163 | 4,50  |
| 2010   | Washington | 4   | 0  | 0  | 0   | 0  | 1  | 0  | 2.1   | 2   | 15,43 |
| Totaux | Totaux     | 155 | 50 | 1  | 0   | 12 | 24 | 0  | 389.2 | 299 | 5,04  |

Note: G = Matches joués ; GS = Matches comme lanceur partant ; CG = Matches complets ; SHO = Blanchissages ; 
V = Victoires ; D = Défaites ; SV = Sauvetages ; IP = Manches lancées ; SO = retraits sur des prises ; ERA = Moyenne de points mérités.